# Paleopneustes tholoformis
Paleopneustes tholoformis is een zee-egel uit de familie Paleopneustidae.
De wetenschappelijke naam van de soort werd in 1968 gepubliceerd door Chesher.